# 더 프린세스: 도둑맞은 공주
《더 프린세스: 도둑맞은 공주》(우크라이나어: Викрадена принцеса: Руслан і Людмила)는 2018년 3월 17일에 개봉된 우크라이나의 애니메이션 영화이다.

## 한국어판 목소리 출연
- 사문영: 밀라
- 남도형: 루슬란
- 서반석: 레스터
- 홍진욱: 체르노머
- 이창민: 핀
- 김현수: 야옹 씨
- 허성재: 필라프
- 서다혜: 니나

## 수입사
- 히스토리필름

## 수상
- 2018년 제22회 서울국제만화애니메이션 페스티벌 경쟁장편부문
- 2019년 제14회 부산국제어린이청소년영화제 경계를 너머